# Serafimóvich
Serafimóvich (del ruso: Серафимо́вич) es una ciudad rusa, capital del raión homónimo en la óblast de Volgogrado.
En 2021, la ciudad tenía una población de 8633 habitantes. En su territorio no hay pedanías.
Se ubica en la orilla derecha del río Don, 160 km al noroeste de Volgogrado, la capital o centro administrativo del óblast.

## Historia
Se fundó en 1589 con el nombre de Ust-Medveditskaya y en 1933 consiguió el estatus de ciudad y fue renombrada con su nombre actual, en honor al escritor Aleksandr Serafimóvich (1863-1949) que nació cerca de esta ciudad.